# Olympische Sommerspiele 1996/Teilnehmer (Ghana)
| Gelbes Symbol für Goldmedaillen mit stilisierten Olympischen Ringen | Graues Symbol für Silbermedaillen mit stilisierten Olympischen Ringen | Braundes Symbol für Bronzemedaillen mit stilisierten Olympischen Ringen |
| ------------------------------------------------------------------- | --------------------------------------------------------------------- | ----------------------------------------------------------------------- |
| —                                                                   | —                                                                     | —                                                                       |

Ghana nahm bei den Olympischen Sommerspielen 1996 in der US-amerikanischen Metropole Atlanta mit 35 Sportlern, zwei Frauen und 33 Männern, in 15 Wettbewerben in vier Sportarten teil.
Seit 1952 war es die neunte Teilnahme Ghanas bei Olympischen Sommerspielen.

## Flaggenträger
Der Boxer Tijani Moro trug die Flagge Gambias während der Eröffnungsfeier am 19. Juli im Centennial Olympic Stadium.

## Teilnehmer
Jüngster Teilnehmer Ghanas war der Fußballspieler Christian Saba mit 17 Jahren und 205 Tagen, der Leichtathlet Francis DoDoo war mit 36 Jahren und 105 Tagen der älteste.
| Name                    | Alter | Geschlecht | Sportart       | Resultat(e) |
| ----------------------- | ----- | ---------- | -------------- | --- |
| Felix Aboagye           | 20    | männlich   | Fußball        | Platz 8 mit der Mannschaft |
| Joe Addo                | 24    | männlich   | Fußball        | Platz 8 mit der Mannschaft |
| Simon Addo              | 21    | männlich   | Fußball        | Platz 8 mit der Mannschaft |
| Mercy Addy              | 32    | weiblich   | Leichtathletik | Platz 6 im vierten Vorlauf über 400 Meter |
| Winifred Addy           | 23    | männlich   | Tischtennis    | Platz 25 im Doppel |
| Albert Agyemang         | 18    | männlich   | Leichtathletik | Platz 5 im vierten Zwischenlauf über 200 Meter; Platz 4 im ersten Halbfinale mit der 100-Meter-Staffel                                           |
| Augustine Ahinful       | 21    | männlich   | Fußball        | Platz 8 mit der Mannschaft |
| Charles Akonnor         | 22    | männlich   | Fußball        | Platz 8 mit der Mannschaft |
| Ahmed Ali               | 23    | männlich   | Leichtathletik | Platz 3 im zweiten Vorlauf mit der 400-Meter-Staffel                                                                                             |
| Solomon Amegatcher      | 25    | männlich   | Leichtathletik | Platz 3 im zweiten Vorlauf mit der 400-Meter-Staffel                                                                                             |
| Prince Koranteng Amoako | 22    | männlich   | Fußball        | Platz 8 mit der Mannschaft |
| Ashiakwei Aryee         | 20    | männlich   | Boxen          | Platz 9 im Leicht-Mittelgewicht |
| Stephen Baidoo          | 19    | männlich   | Fußball        | Platz 8 mit der Mannschaft |
| Frank Boateng           | 22    | männlich   | Leichtathletik | Platz 4 im vierten Vorlauf über 110 Meter Hürden                                                                                                 |
| Afo Dodoo               | 22    | männlich   | Fußball        | Platz 8 mit der Mannschaft |
| Francis DoDoo           | 36    | männlich   | Leichtathletik | Platz 26 in der Dreisprung-Qualifikation |
| Abu Duah                | 18    | männlich   | Leichtathletik | Platz 3 im zweiten Vorlauf mit der 400-Meter-Staffel                                                                                             |
| Emmanuel Duah           | 19    | männlich   | Fußball        | Platz 8 mit der Mannschaft |
| Ebenezer Hagan          | 20    | männlich   | Fußball        | Platz 8 mit der Mannschaft |
| Ibrahim Hassan          | 25    | männlich   | Leichtathletik | sechster Vorlauf über 400 Meter |
| Ohene Kennedy           | 23    | männlich   | Fußball        | Platz 8 mit der Mannschaft |
| Richard Kingson         | 18    | männlich   | Fußball        | Platz 8 mit der Mannschaft |
| Samuel Kuffour          | 19    | männlich   | Fußball        | Platz 8 mit der Mannschaft |
| Jacob Nettey            | 20    | männlich   | Fußball        | Platz 8 mit der Mannschaft |
| Eric Nkansah            | 20    | männlich   | Leichtathletik | Platz 7 im zweiten Halbfinale über 100 Meter; Platz 4 im ersten Halbfinale mit der 100-Meter-Staffel                                             |
| Christian Nsiah         | 20    | männlich   | Leichtathletik | Platz 4 im ersten Halbfinale mit der 100-Meter-Staffel                                                                                           |
| Vida Nsiah              | 20    | weiblich   | Leichtathletik | Platz 6 im zweiten Vorlauf über 100 Meter Hürden                                                                                                 |
| Isaac Opoku             | 20    | männlich   | Tischtennis    | Platz 49 im Einzel; Platz 25 im Doppel |
| Emmanuel Osei Kuffour   | 20    | männlich   | Fußball        | Platz 8 mit der Mannschaft |
| Andrew Owusu            | 24    | männlich   | Leichtathletik | Platz 16 in der Weitsprung-Qualifikation |
| Christian Saba          | 17    | männlich   | Fußball        | Platz 8 mit der Mannschaft |
| Julius Sedame           | 21    | männlich   | Leichtathletik | Platz 3 im zweiten Vorlauf mit der 400-Meter-Staffel                                                                                             |
| Alfred Tetteh           | 20    | männlich   | Boxen          | Platz 17 im Leicht-Fliegengewicht |
| Emmanuel Tuffour        | 29    | männlich   | Leichtathletik | Platz 7 im ersten Halbfinale über 100 Meter; Platz 7 im ersten Halbfinale über 200 Meter; Platz 4 im ersten Halbfinale mit der 100-Meter-Staffel |
| Nii Welbeck             | 20    | männlich   | Fußball        | Platz 8 mit der Mannschaft |
| Mallam Yahaya           | 21    | männlich   | Fußball        | Platz 8 mit der Mannschaft |
| Aziz Zakari             | 19    | männlich   | Leichtathletik | Platz 4 im ersten Halbfinale mit der 100-Meter-Staffel                                                                                           |